# Desembaraço aduaneiro
Desembaraço aduaneiro, no Direito aduaneiro,  é a liberação de uma mercadoria pela alfândega para a entrada no país (em caso de importação) ou sua saída (em caso de exportação). Depois de a sua documentação ser verificada
Define-se como sendo o ato final ao despacho aduaneiro, ou seja, é o procedimento pelo qual o órgão federal considera a operação de importação terminada. Então, a partir deste momento as mercadorias podem ser liberadas ao importador.
No despacho de importação, verificam-se os dados declarados pelo exportador, os documentos apresentados e a conformidade com a legislação específica referente ao produto.
O desembaraço aduaneiro é, segundo o Regulamento Aduaneiro do Brasil, o ato pelo qual é registrada a conclusão da conferência aduaneira. É com o desembaraço aduaneiro que é autorizada a efetiva entrega da mercadoria ao importador e é ele o último ato do procedimento de despacho aduaneiro.
O desembaraço aduaneiro inicia-se com a conclusão da conferência aduaneira. Se, no processo de conferência não se constatar nenhuma irregularidade é autorizado o desembaraço aduaneiro. Todavia, antes da entrega da mercadoria ao importador é necessário o registro, pela autoridade aduaneira, do desembaraço no SISCOMEX.
Assim que for registrado o desembaraço aduaneiro no SISCOMEX será expedido e entregue ao importador o Comprovante de Importação, comprovando a regularidade da mercadoria no país. Em seguida, o procedimento será concluído com o importador ou exportador apresentando o documento de conhecimento de carga, o comprovante de pagamento da taxa do Departamento de Marinha Mercante nos casos de transporte marítimo) e o comprovante do pagamento do imposto sobre circulação de mercadorias e serviços (ICMS), só aí é que a mercadoria poderá ser entregue ao importador ou exportador.

## Canais de desembaraço aduaneiro
Ao registrar o processo de desembaraço aduaneiro (seja ele a Declaração de Trânsito Aduaneiro, Declaração de Admissão, Declaração de Importação, Declaração de exportação), no sistema da Receita Federal "Siscomex", o processo registrado passa por um processo de seleção do canal de parametrização. Estes canais são randomicamente escolhidos para os processos, em horários pré-definidos nos portos e aeroportos. 
Os canais de parametrização são:
- Verde: este tipo de canal não requer nenhum tipo de verificação por parte da Receita Federal.
- Amarelo: neste tipo de parametrização, o fiscal da Receita Federal irá realizar a análise documental do processo que foi registrado.
- Vermelho: o fiscal da Receita Federal fará a análise física e documental dos produtos que foram declarados no processo.